# Parevia metachryseis
Parevia metachryseis är en fjärilsart som beskrevs av George Francis Hampson 1905. Parevia metachryseis ingår i släktet Parevia och familjen björnspinnare. Inga underarter finns listade i Catalogue of Life.